# Igreja Reformada Presbiteriana da Guiné Equatorial
A Igreja Reformada Presbiteriana da Guiné Equatorial (em espanhol Iglesia Reformada Presbiteriana de Guinea Ecuatorial ou IRPGE) é uma denominação presbiteriana na Guiné Equatorial, fundada em 1850, por missionários da Igreja Presbiteriana nos Estados Unidos. Em 2006, era a maior denominação reformada do país, com 8.230 membros e 29 igrejas. A denominação é conhecida pela administração de clínicas, escolas e outros trabalhos sociais.

## História
Em 1850, um grupo de missionários da Igreja Presbiteriana nos Estados Unidos ( Sínodo de Nova Jersey) se estabeleceu na ilha de Corisco no Golfo da Guiné. De lá eles se mudaram para o continente onde fundaram a primeira congregação em Bolondo (agora Mbini). Eles se espalharam pelo interior do continente estabelecendo mais congregações, bem como escolas e clínicas, como fizeram na área costeira. Em 1900, a França cedeu o território do Rio Muni (àrea continental da Guiné Equatorial) à Espanha. Isso resultou no estabelecimento da Igreja Católica Romana, marcada por uma atitude de inquisição quando a Igreja Reformada. A denominação foi inicialmente conhecida como Igreja Evangélica Presbiteriana da Guiné Espanhola (IEPGE).
A intolerância e a perseguição produziram uma mudança inevitável nas circunstâncias da IEPGE, que teve que desistir de suas escolas e trabalho médico. Em 1924, todos os seus missionários foram obrigados a deixar o país.
Para revitalizar o trabalho, a Missão Presbiteriana Americana enviou um casal de missionários à Guiné Equatorial em 1932. Em 1952, o governo espanhol, próximo à hierarquia católica, fechou todas as igrejas protestantes, permitindo a reabertura apenas das que existiam antes do estabelecimento da Espanha Franquista.  Em 1957, o presbitério de Rio Muni juntou-se à Igreja Presbiteriana dos Camarões.
Um ano depois, retirou-se por motivos relacionados ao processo de descolonização e integrou-se aoSínodo de Nova Jersey (EUA). Vários missionários americanos trabalharam na igreja durante esse período, mas saíram em 1968, pouco antes da independência. Entre 1936 e 1962 a igreja foi fortalecida pelas atividades de vários pastores enviados pela Igreja Presbiteriana dos Camarões (IPC).
Em 1960, cerca de vinte delegados se reuniram pela última vez como presbitério do Sínodo de Nova Jersey. Eles aprovaram uma nova constituição e a igreja consolidou a igreja autônoma conhecida como Igreja Evangélica Presbiteriana da Guiné Espanhola (IEPGE). Após a independência do país em 12 de outubro de 1968, esta igreja trabalhou com a aceitação das autoridades do novo governo pós-independência. No entanto, sob o regime de Francisco Macías Nguemaa igreja novamente experimentou uma repressão feroz e foi forçada a se consolidar novamente.
Em 1969, a IEPGE se uniu à outras denominações do país, mas se separou novamente em 1997, com o nome Igreja Reformada Presbiteriana da Guiné Equatorial. Desde então, a denominação voltou a crescer e se espalhou pelo país.

## Relações Inter-eclesiásticas
A denominação faz parte do Conselho Mundial das Igrejas, Conselho de Igrejas Evangélicas da Guiné Equatorial, Conferência das Igrejas de Toda a África e Comunhão Mundial das Igrejas Reformadas.